# جیمز استیلمن راکفلر
جیمز استیلمن راکفلر (انگلیسی: James Stillman Rockefeller; ۸ ژوئن ۱۹۰۲ – ۱۰ اوت ۲۰۰۴) قایقران روئینگ اهل ایالات متحده آمریکا بود.